# Кастельвеккіо-Кальвізіо
Кастельвеккіо-Кальвізіо (італ. Castelvecchio Calvisio) — муніципалітет в Італії, у регіоні Абруццо,  провінція Л'Аквіла.
Кастельвеккіо-Кальвізіо розташоване на відстані близько 110 км на північний схід від Рима, 25 км на схід від Л'Аквіли.
Населення — 158 осіб (2014).
Щорічний фестиваль відбувається 19 березня. Покровитель — святий Йосип.

## Демографія
Населення за роками:

Станом на 1 січня 2023 року в муніципалітеті офіційно проживало 12 іноземців з 6 країн, серед них 7 громадян країн Євросоюзу.

## Сусідні муніципалітети
- Баришано
- Калашіо
- Капестрано
- Карапелле-Кальвізіо
- Кастеллі
- Ізола-дель-Гран-Сассо-д'Італія
- Навеллі
- Офена
- Сан-Піо-делле-Камере
- Санто-Стефано-ді-Сессаніо